# Giv'at Kumi
Giv'at Kumi (hebrejsky: גבעת קומי) je vrch o nadmořské výšce cca 90 metrů v severním Izraeli, v Charodském údolí.
Leží nedaleko od severního okraje Charodského údolí, cca 11 kilometrů jihovýchodně od města Afula, na severním okraji vesnice Ejn Charod Ichud. Má podobu výrazného odlesněného návrší, které na jižní straně klesá do Charodského údolí, na východní straně do údolí Bik'at ha-Šita, kam směřuje vádí Nachal Josef.